# Orde van Nachimov

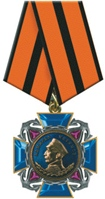
Het huidige kruis van de orde

De Orde van Nachimov (Russisch: "Орден Нахимова первой степени"; "Orden Nachimova pervoj stepeni") was een hoge orde van de Sovjet-Unie. De orde is nu, in gewijzigde vorm, deel van het decoratiestelsel van de Russische Federatie.
De Orde van Nachimov was een speciaal voor de marine ingestelde orde van de Sovjet-Unie. De orde werd op 31 maart 1944 door het Presidium van de Opperste Sovjet ingesteld. Het ontwerp was van de hand van de architect M.A. Shepilevskogo.
Op deze zelfde dag werd ook de hogere Orde van Oesjakov ingesteld die alleen voor bevelvoerende officieren was bestemd. De onderscheiding werd aan marinecommandanten verleend voor voortreffelijk leiderschap en briljant uitgevoerde en succesvolle operaties op zee waarbij de vijand zware schade werd toegebracht. De orde was daarmee de marineversie van de Orde van Soevorov. De orde werd ook aan buitenlandse marineofficieren verleend. Op 24 mei 1945 werd Major General Herman Feldman Quartermaster General van de Amerikaanse strijdkrachten maar eerder ook commandant in Noord-Afrika, gedecoreerd met de Ie Klasse.
De Orde van Koetoezov en de Orde van de Rode Ster zijn hoger in rang dan deze onderscheiding.

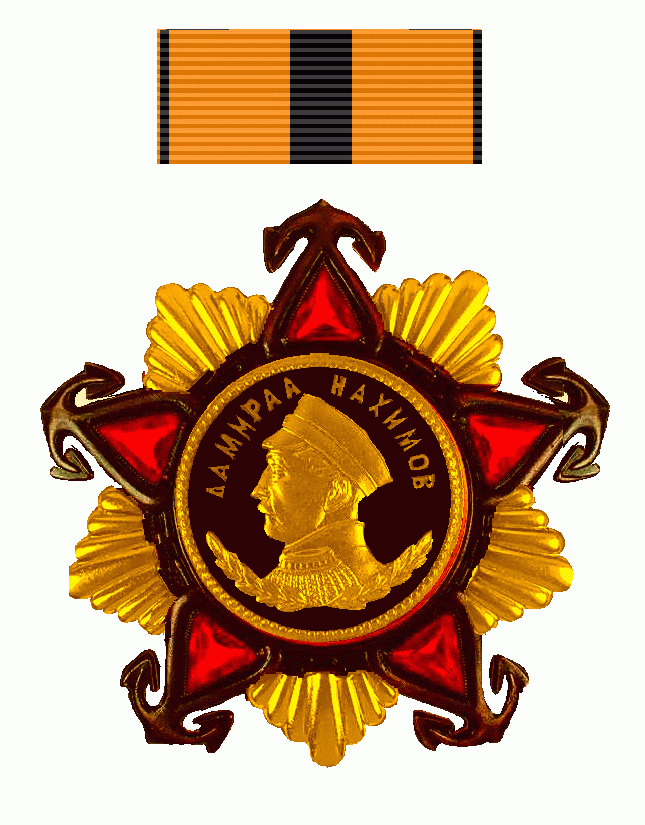
Ster der Ie Klasse uit de Tweede Wereldoorlog

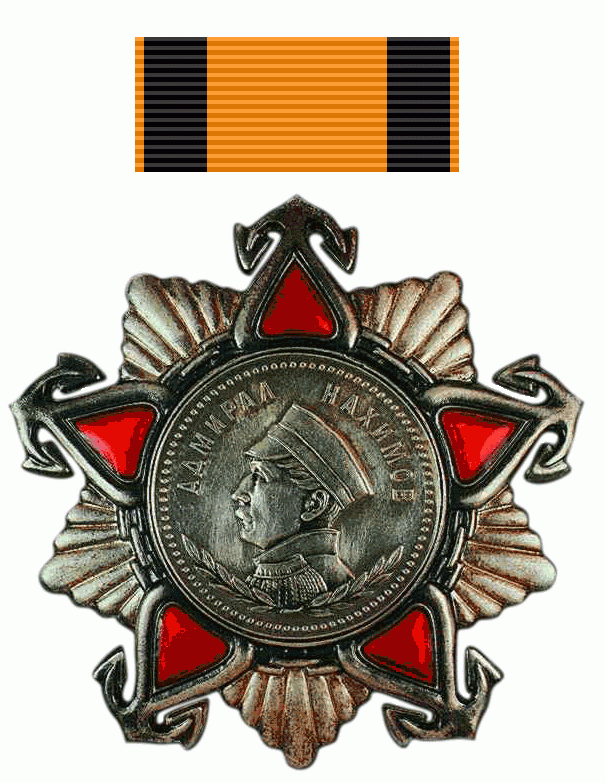
Ster der IIe Klasse uit de Tweede Wereldoorlog

- De eerste klasse werd 80 maal verleend.
- De tweede klasse werd verleend aan marineofficieren die een overwinning behaalden op numeriek sterkere vijandelijke eenheden. Deze ster werd 467 maal verleend. Over de precieze aantallen wordt getwist maar zeker is dat het een zeldzame onderscheiding is.

De orde kende geen ridders maar alleen dragers en was daarmee een typische socialistische orde.
De dragers van de orde dragen hun ster niet aan een lint. De ster wordt op de rechterborst gedragen. Toch is aan deze graad van de decoratie een lint verbonden. Op de linkerborst wordt bij minder formele gelegenheden immers een baton gedragen. Wanneer men de orde tweemaal ontving is het gebruik om het baton ook tweemaal te dragen
De ster van de Ie Klasse had gouden stralen waar de stralen van de ster der IIe Klasse van zilver zijn. Op het centrale medaillon is de naamgever, admiraal Pavel Nachimov afhankelijk van de graad in goud of zilver afgebeeld. Op het medaillon dat bij de Ie Klasse donkerblauw geëmailleerd is staat in gouden of zilveren letters "АДМИРАЛ НАХИМОВ".
Ook andere details zoals de buste zijn bij de Ie Klasse van goud. De ster der Ie Klasse is versierd met robijnen maar de ster der IIe Klasse is alleen rood geëmailleerd. Men draagt de sterren op de rechterborst. In enige gevallen werd de onderscheiding der Ie Klasse als vaandeldecoratie aan marine-eenheden toegekend waaronder de Ie Torpedobootbrigade in Sebastopol en de Ie Torpedobootbrigade "Rode Vlag" in de Oostzee.

## Gedecoreerden uit de Tweede Wereldoorlog
- Arseni Golovko
- Jaroslav Iosseliani
- Ivan Kapitanets
- Vladimir Kasatonov
- Nikolaj Michailovitsj Charlamov
- Ivan Nosenko
- Filipp Oktjabrski
- Admiraal Nikolaj Sergejev
- Grigori Sjtsjedrin
- Vladimir Triboets die ook tweemaal de Orde van Oesjakov droeg.

Aan het einde van de 20e eeuw waren er nog maar een handvol van de dragers van deze exclusieve onderscheiding in leven.

## De moderne Russische Orde
De Russische Federatie heeft als rechtsopvolger van de oude Sovjet-Unie besloten dat deze orde zou voortbestaan als Russische militaire onderscheiding. Het ontwerp werd gewijzigd en rond hetzelfde medaillon met het portret van Nachimov werd nu een blauw geëmailleerd kruis pattée aangebracht. De orde werd nog niet toegekend.
Hoogste eretitels van de Russische Federatie

Held van de Russische Federatie ·
Held van de Arbeid

Orden van de Russische Federatie

Sint-Andreas de Eerstgeroepene ·
Sint-George ·
Verdienste voor het Vaderland ·
Heilige Catharina de Grote Martelares ·
Alexander Nevski ·
Soevorov ·
Oesjakov ·
Zjoekov ·
Koetoezov ·
Nachimov ·
 Dapperheid ·
Militaire Verdienste ·
Maritieme Verdienste ·
Eer ·
Vriendschap ·
Roem van het Ouderschap

Onderscheidingstekens van de Russische Federatie

Sint-Georgekruis ·
Onderscheidingsteken voor Goede Daden ·
Onderscheidingsteken voor Onberispelijke Dienst

Medailles van de Russische Federatie

Dienen van het Moederland ·
Moed ·
Soevorov ·
Oesjakov ·
Zjoekov ·
Nesterov ·
Poesjkin ·
Verdedigers van het Vrije Rusland ·
Bewaken van de Openbare Orde ·
Verdedigen van de Grenzen ·
Redden van Stervenden ·
Landbouw ·
Ontwikkeling van spoorwegen ·
Kernenergie-onderzoek ·
Ruimteonderzoek ·
Roem van het Ouderschap

Herinneringsmedailles die tot 2010 staatsonderscheiding waren

50 jaar Overwinning ·
60 jaar Overwinning ·
65 jaar Overwinning ·
300 jaar Russische Marine ·
850 jaar Moskou ·
100 jaar Trans-Siberische Spoorweg ·
Al-Russische volkstelling ·
300 jaar Sint-Petersburg ·
1000 jaar Kazan

Herinneringsmedailles

70 jaar Overwinning

Certificaten van de President van de Russische Federatie

 Erecertificaat ·
Certificaat van Dankbaarheid
Orde van Sint-Andreas de Eerstgeroepene ·
Orde van de Heilige Catharina ·
Sint-Jorisorde ·
Orde van Sint-Anna ·
Alexander Nevski-orde ·
Orde van de Witte Adelaar (Polen) ·
Orde van Sint-Stanislaus ·
Orde van Sint-Vladimir ·
Herdenkingsdecoratie voor het 300-jarig bestaan van de Romanov-dynastie ·
Orde van het Rode Kruis voor Vrouwen en Meisjes ·
Soevereine Militaire Hospitaalorde van Sint-Jan van Jeruzalem en Malta in Rusland ·
Held van de Arbeid (1922) ·
Orde van de Rode Vlag van de Arbeid ·
Leninorde ·
Leninprijs ·
Held van de Sovjet-Unie ·
Gouden Ster ·
Orde van de Oktoberrevolutie ·
Ereteken van de Sovjet-Unie ·
Orde van de Glorie van de Arbeid ·
Orde van de Rode Banier ·
Held van de Socialistische Arbeid ·
Moeder-Heldin .
Heldenstad ·
Meester in de sport ·
Orde van de Vriendschap ·
Orde van de Vaderlandse Oorlog ·
Orde van de Eer ·
Orde van de Glorie ·
Orde van Nachimov ·
Orde van Koetoezov ·
Orde van Oesjakov ·
Orde van Soevorov ·
Orde van Bogdan Chmelnitski ·
Orde van de Rode Ster ·
Orde van de Heilige Aartsengel Michaël ·
Onderscheidingskruis van de Heilige Apostelgelijke Vorstin Olga ·
Orde van Sint-Nicolaas de Wonderdoener
Zie ook: Ridderorden in Rusland · Orden van de Sovjetrepublieken · Orden van de Sovjet-Unie · Medailles van de Sovjet-Unie